# 40.ª reunião de cúpula do G7
A 40.ª Cúpula dos Países Desenvolvidos (português brasileiro) ou 40.ª Cimeira dos Países Desenvolvidos (português europeu) ocorreu entre 4 e 5 de junho de 2014 em Bruxelas, sendo uma das raras ocasiões em que uma reunião de cúpula do grupo foi cancelada ou realocada. O evento havia sido planejado para ocorrer na cidade de Sochi, às margens do Mar Negro. Contudo, os países membros do G8 decidiram realizar uma cimeira sem a Federação Russa na cidade de Bruxelas, Bélgica. 
Em março de 2014, o Grupo dos Sete (G7) — composto por líderes de Canadá, Estados Unidos, França, Alemanha, Itália, Japão e Reino Unido — declarou que não seria possível uma discussão integral com a Federação Russa no contexto multilateral da organização por conta dos empecilhos diplomáticos gerados após a Crise da Crimeia. Desde então, as reuniões de cúpula têm sido realizadas sob o contexto do G7. Em 24 de março, o Primeiro-ministro britânico David Cameron anunciou que o evento não ocorreria mais em território russo.
O G8 é um fórum internacional não-oficial que reúne lideranças das principais potências mundiais: Alemanha, França, Reino Unido, Itália, Japão, Estados Unidos e Canadá (desde 1976), a Comissão Europeia (desde 1981) e a Rússia (até março de 2014). Quando os sete países decidiram não mais dialogar com a Federação Russa, a imprensa alcunhou o evento de "Cimeira do G7".

## Participantes
A 40.ª cúpula do G7 contou com a participação dos líderes dos sete Estados-membros do G7, além de representantes da União Europeia. O Presidente da Comissão Europeia têm sido um membro-convidado em todas as cimeiras desde 1981. O evento marcou a primeira participação do então Primeiro-ministro italiano Matteo Renzi. 
| Membros permanentes País anfitrião e líder estão indicados em negrito. |                |                     |                                 |
| Membro                                                                 | Membro         | Representado por    | Título                          |
| Alemanha                                                               | Alemanha       | Angela Merkel       | Chanceler                       |
| Canadá                                                                 | Canadá         | Stephen Harper      | Primeiro-ministro               |
| Estados Unidos                                                         | Estados Unidos | Barack Obama        | Presidente                      |
| França                                                                 | França         | François Hollande   | Presidente                      |
| Itália                                                                 | Itália         | Matteo Renzi        | Primeiro-ministro               |
| Japão                                                                  | Japão          | Shinzō Abe          | Primeiro-ministro               |
| Reino Unido                                                            | Reino Unido    | David Cameron       | Primeiro-ministro               |
|                                                                        |                |                     |                                 |
| União Europeia                                                         | União Europeia | José Manuel Barroso | Presidente da Comissão Europeia |
| União Europeia                                                         | União Europeia | Herman Van Rompuy   | Presidente do Conselho Europeu  |

## Cimeira em Sochi
Como tradição, o país anfitrião estabelece os temas abordados pelo grupo na cimeira. O chefe do gabinete presidencial Sergei Ivanov estava à frente do comitê organizador do evento na Rússia. A expectativa era de que os líderes do grupo debatessem novas ameaças contra a segurança global durante a cimeira, que contaria ainda com a infraestrutura deixada pelos Jogos Olímpicos de Inverno de 2014. Nenhum gasto adicional anterior à cimeira foi anunciado.
Após as tensões diplomáticas envolvendo a Crimeia em março de 2014, os setes outros membros do G8 decidiram suspender suas respectivas participações em qualquer evento preparativo para a reunião de cúpula. Em sua carta conjunta, os líderes do que se tornou conhecido como 'G7' consideraram a anexação da Crimeia pelo governo russo como uma contrariedade aos princípios da Carta das Nações Unidas e um infração ao acordo firmado com a Ucrânia em 1997.